# Félix María Samaniego
Félix María Serafín Sánchez de Samaniego Zabala (Laguardia, 12 ottobre 1745 – Laguardia, 11 agosto 1801) è stato un poeta spagnolo di origine basca, noto soprattutto come autore di favole in versi.

## Biografia
Nato in una famiglia aristocratica e facoltosa dei Paesi Baschi, studiò in Francia, dove entrò in contatto con gli enciclopedisti. Tornato in Spagna nel 1766, si sposò e risiedette in varie città dei Paesi Baschi (Bilbao, Vitoria e Vergara).
A partire dal 1781, data di uscita del primo volume, e fino al 1784, vennero pubblicate, per il seminario di Vergara, le sue Fábulas en verso castellano (o Fábulas morales) di ispirazione illuministica, con finalità etico-didascaliche, scritte in concorrenza con le Fábulas literarias del compatriota Tomás de Iriarte y Oropesa. Le favole, 157 in totale, sono distribuite in nove libri, di cui i primi cinque ispirati alle composizioni di Esopo, Fedro, Juan Ruiz e La Fontaine e a Calila e Dimna, i libri VI-VIII alle favole di John Gay e solo nel IX volume sono presenti dei temi originali. Dal punto di vista formale le favole di Samaniego sono vivaci, piacevoli, scritte con metro agile. La morale veicolata è tuttavia quella bonaria ottimistica tradizionale.
Una traduzione parziale delle favole di Samaniego in lingua italiana è stata pubblicata solo nel 1930, in un'antologia che comprendeva anche le favole di Iriarte.
Nel 1793 Samaniego, che aveva scritto anche una composizione erotica nota come El jardín de Venus (Il giardino di Venere), subì un processo da parte dell'Inquisizione, e prima di morire fece bruciare la maggior parte delle sue opere.